# Carlos Peña
Pour les articles homonymes, voir Peña (homonymie).
Carlos Felipe Peña (né le 17 mai 1978 à Saint-Domingue en République dominicaine) est un ancien joueur de premier but qui évolue de 2001 à 2014 dans la Ligue majeure de baseball.
Gagnant d'un Bâton d'argent en 2007, d'un Gant doré en 2008 et invité au match des étoiles en 2009 avec les Rays de Tampa Bay, Carlos Peña réussit 286 coups de circuit durant sa carrière de 14 saisons.

## Carrière

### Scolaire et universitaire
La famille Carlos Peña migre aux États-Unis en provenance de la République dominicaine quand Carlos à 14 ans. Il termine ses études secondaires en 1995 à la Haverhill High School à Haverhill (Massachusetts) puis commence des études universitaires à la Wright State University de Dayton (Ohio) avant de rejoindre la Northeastern University à Boston. Avec Northeastern, il affiche 0,324 de moyenne au bâton pour 24 coups de circuit en deux saisons.

### Professionnelle

#### Rangers du Texas
Carlos Peña est drafté le 2 juin 1998 par les Rangers du Texas. Il est le premier joueur sélectionné par la franchise cette année-là, et le 10e joueur choisi au total par un club du baseball majeur.
Il débute en Ligue majeure le 14 septembre 2001 contre les Twins du Minnesota. Le 7 septembre, il réussit son premier coup sûr en carrière face au lanceur Kris Wilson des Royals de Kansas City. Le 19 septembre suivant, Peña réussit ses deux premiers circuits dans le baseball majeur dans un match opposant les Rangers au Athletics d'Oakland. Son premier coup de quatre buts est réussi aux dépens du lanceur Gil Heredia. Peña dispute 22 parties pour Texas en fin de saison 2001, durant lesquels il frappe 3 circuits et compte 12 points produits.

#### Athletics d'Oakland
Le 14 janvier 2002, Peña et le lanceur gaucher Mike Venafro sont transférés aux Athletics d'Oakland dans un échange à six joueurs qui envoie au Texas le voltigeur Ryan Ludwick, le receveur Gerald Laird, le joueur de premier but Jason Hart et le lanceur gaucher Mario Ramos.
Pena amorce la saison 2002 avec Oakland. Après 40 parties jouées, il a déjà 7 circuits et 16 point produits, mais il compte aussi 38 retraits sur des prises et une faible moyenne au bâton de ,218 lorsqu'il est retourné aux ligues mineures en mai.
Le 5 juillet, il apprend qu'il poursuivra sa carrière ailleurs puisque les Athletics d'Oakland, les Tigers de Detroit et les Yankees de New York procèdent à une transaction à trois équipes qui implique 7 joueurs. Dans cet échange, les Athletics font notamment l'acquisition du lanceur Ted Lilly alors que Peña passe aux Tigers.

#### Tigers de Detroit
Ajouté à l'effectif des Tigers de Detroit dès l'échange de juillet 2002, Peña frappe 12 circuits et produit 36 points en 75 matchs, terminant sa première saison complète dans les majeures avec 19 circuits, 52 points produits et une moyenne au bâton de ,242 pour les Athletics et les Tigers. Il se classe 8e au vote qui désigne la recrue de l'année dans la Ligue américaine de baseball.
Il est par la suite le joueur de premier but des Tigers pendant trois saisons. Après une saison 2003 de 18 circuits et 50 points produits en 131 matchs, il améliore de façon notable sa production offensive en 2004, une année qu'il complète avec de nouveaux records personnels de 27 circuits et 82 points produits en 142 parties jouées.
De retour comme premier but de l'équipe en 2005, Peña s'avère une grande déception avec sa faible moyenne au bâton de ,181 et seulement 3 circuits à ses 41 premiers matchs. Fin mai, il est rétrogradé dans les ligues mineures et est assigné aux Toledo Mud Hens, le club-école des Tigers. Il ne revient dans les majeures qu'en août. À son retour, il claque 6 circuits à ses 5 premiers matchs, et 15 en 38 parties. En 79 matchs pour les Tigers en 2005, Peña totalise 18 circuits et 44 points produits.
Ses succès de la fin de saison 2005 ne se poursuivent pas au début 2006. Après un très mauvais camp d'entraînement où il ne frappe que pour ,160 de moyenne au bâton, les Tigers décident de tout simplement le congédier à quelques jours du début de la saison régulière.

#### Red Sox de Boston
Après avoir été libéré de son contrat par les Tigers, Carlos Peña signe comme agent libre chez les Yankees de New York le 15 avril 2006. Assigné en Triple-A à Columbus, il y joue 105 parties sans jamais obtenir de chance chez les Yankees et le club le libère à la mi-août. Il s'engage pour la fin de saison avec les Red Sox de Boston, pour qui il frappe pour ,273 de moyenne en 18 parties avant de devenir à nouveau agent libre à l'automne.

#### Rays de Tampa Bay

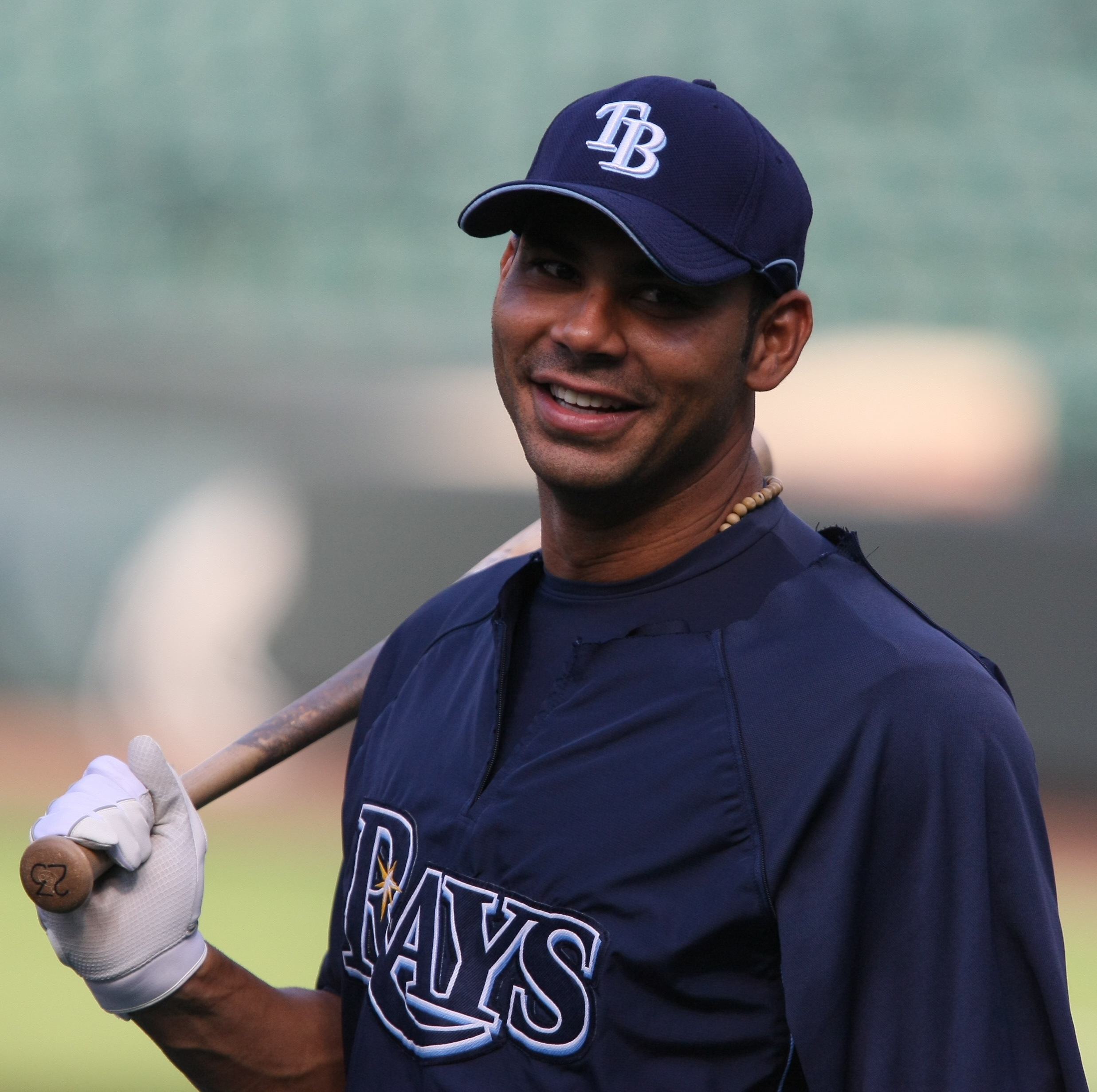
Carlos Peña avec les Rays.

##### Saison 2007
Il rejoint les Devil Rays de Tampa Bay le 1er février 2007. Carlos Peña réussit deux belles saisons 2007 et 2008 à Tampa lui valant de terminer deux fois neuvième lors des votes de meilleur joueur de la saison,. Il devient rapidement l'un des favoris des partisans de l'équipe et relance sa carrière à Tampa Bay, où il connaît ses plus belles saisons.
En 2007, il établit des sommets personnels de 46 coups de circuit et 121 points produits. On lui décerne après la saison le Bâton d'argent du meilleur joueur de premier but offensif de la Ligue américaine.

##### Saison 2008
En 2008, il frappe 31 coups de circuits et produit 102 points, remporte son premier Gant doré comme meilleur joueur de premier but défensif, et participe à la conquête d'un premier titre de la Ligue américaine par les Rays.
Jouant pour la première fois en séries éliminatoires, il frappe 5 coups sûrs en 10 présences au bâton pour une moyenne de ,500 en 3 parties contre les White Sox de Chicago, victimes des Rays en Série de divisions. Dans les 7 parties de la Série de championnat 2008 de la Ligue américaine, il claque 3 circuits et fait marquer 6 points. Enfin, il produit deux points en 5 parties de Série mondiale 2008, où Tampa Bay s'avoue vaincu face aux Phillies de Philadelphie.

##### Saison 2009
En 2009, Pena termine ex aequo avec Mark Teixeira, des Yankees de New York, en tête des frappeurs de circuits de la Ligue américaine, avec 39. Il produit 100 points et est invité pour la première fois au match des étoiles du baseball majeur.

##### Saison 2010
Sa saison 2010 est en revanche difficile. À sa dernière année de contrat avec Tampa Bay, qui remporte le titre de la division Est, Pena ne frappe que pour,196 en 144 matchs. Il claque 28 coups de circuit et produit 84 points. Il participe de nouveau aux éliminatoires et frappe pour ,286 avec un circuit et quatre points produits en quatre parties face aux Rangers du Texas, qui l'emportent sur les Rays en Série de divisions.

#### Cubs de Chicago
Devenu agent libre, il signe le 8 décembre 2010 un contrat d'un an pour 10 millions de dollars avec les Cubs de Chicago. En 153 matchs joués, le joueur de premier but des Cubs égale son total de 28 circuits de la saison précédente et il produit 80 points. Sans être remarquable, sa moyenne au bâton de ,225 est de tout de même meilleure qu'en 2010.

#### Retour à Tampa Bay
Le 24 janvier 2012, Carlos Peña revient chez les Rays de Tampa Bay. Il signe un contrat d'une saison pour 7,25 millions de dollars. Il connaît une décevante saison 2012 avec une moyenne au bâton de ,197. Il ne frappe que 19 circuits en 160 matchs, son plus faible total dans une saison complète depuis ses 18 en 131 parties pour les Tigers en 2003. Peña produit 61 points pour les Rays en 2012.

#### Astros de Houston
Le 17 décembre 2012, Peña accepte le contrat d'un an qui lui est offert par les Astros de Houston. Il frappe 8 circuits en 85 parties pour Houston en 2013, sa moyenne au bâton ne s'élève qu'à ,209 et sa moyenne de puissance plafonne à ,350. Il ne sert pas de monnaie d'échange dans les jours qui précèdent la date limite des transactions du 31 juillet 2013 et il est ce jour-là libéré par les Astros.

#### Royals de Kansas City
Après avoir été libéré par Houston, Peña rejoint les Royals de Kansas City, avec qui il ne joue que 4 matchs en plus d'être assigné en ligues mineures au club-école d'Omaha. Il complète 2013 avec seulement 8 circuits, 25 points produits et une moyenne au bâton de ,207 en 89 matchs pour les Astros et les Royals. Sa moyenne de puissance cette année-là a chuté à ,354.

#### Dernier séjour au Texas
Peña signe un contrat des ligues mineures avec les Angels de Los Angeles le 28 janvier 2014 mais est libéré le 23 mars, avant que ne s'amorce la saison. Il joue ses 18 dernières parties en carrière en 2014 pour le club avec lequel il avait fait ses débuts, les Rangers du Texas.